# دورانس (فرنسا)
 دورانس ، (بالفرنسية: Durance)‏، هو نهر رئيسي، في جنوب شرق فرنسا.